# Terveet Kädet
Terveet Kädet (fi.: „Gesunde Hände“) ist eine finnische Hardcore-Punk-Band, die im Jahr 1980 in Tornio gegründet wurde.

## Geschichte
Die Band wurde im Januar 1980 von dem Sänger Veli-Matti „Läjä“ Äijälä gegründet. Weitere Mitglieder der Gruppe waren der Gitarrist Tiimo Viik, dem Bassisten Piäsky und dem Schlagzeuger Peedro. Bei Äijäläs eigenem Label IKBAL erschienen in den Jahren 1980 und 1981 die ersten beiden Singles Rock Laahausta Vastaan und II, wobei die Auflage der Tonträger auf jeweils 200 Stück limitiert war. Etwas später erreichte die Gruppe einen Vertrag Poko Rekords, worüber im Jahr 1982 die Single Ääreton Joulu erschien. Im Jahr 1983 verließ Schlagzeuger Peedro die Band und wurde durch Jari „Walde“ Wahlman ersetzt. Dieser verstarb jedoch im Jahr 1984 bei einem Sturz vom Balkon. Im Jahr 1983 erschien zudem die EP Terveet Kädet, die in Deutschland unter dem Namen Halloween über Rock-O-Rama erschien. Im selben Jahr folgte zudem die Veröffentlichung des Debütalbums bei Black God über Propaganda Records. Die Veröffentlichung des Albums erfolgte in Deutschland erneut bei Rock-O-Rama und auch in Brasilien wurde der Tonträger veröffentlicht. Nach Wahlmans Tod übernahm Äijäläs jüngerer Bruder Timo „Tilli“ Äijälä das Schlagzeug. Gegen Ende der 1980er Jahre sollten der Gitarrist Viik und der Bassist Piäsky die Besetzung verlassen. 1985 erschien zuvor noch nächste Album The Horse, ehe die EPs Anno Domini (1989) und Oma Koloni (1988) mit Aki Wille Yrjänä an der E-Gitarre erschienen.
Um das Jahr 1990 zogen die Äijälä-Brüder nach Oulu, woraufhin sie den Gitarristen Maike Valanne von Faff-Bey und den Bassisten Kähköhnen aka „Kähmy“ fanden. Nach der Veröffentlichung von nur einer EP kam jedoch Lene, ein alter Freund aus Tornio, als neuer Bassist zur Besetzung. Es folgte die Veröffentlichung der EP Bizarre Domination und des Albums Sign of the Cross im Jahr 1995, jeweils bei dem finnischen Label Alternative Action Records. 1997 schloss sich zudem das nächste Album Doomed Alien Race bei demselben Label an. Danach trennte sich die Band von dem Label, da die Gruppe mit der Zusammenarbeit mit diesem nicht zufrieden war, und schloss, nachdem 1998 das Album Leather Enslavement bei Klayter Records erschienen war, einen Vertrag mit Solardisk ab, worüber am 1. Januar 1999 das Album The Ultimate Pain erschien. Ende 1998 war Bassist Lene in die USA gezogen und wurde später durch Puksu ersetzt. Anfang 2000 arbeitete die Band im SM-Studio an ihrem nächsten Album Non Ultra Descriptica, das im selben Jahr bei Solardisk erschien. Vor Fertigstellung des Albums kehrte Bassist Lene als zweiter Gitarrist zur Band zurück. Zum ersten Mal zu Fünft spielte die Band auf dem Tuska Open Air Metal Festival in Helsinki im Juli 2000. Danach verließ Schlagzeuger Timo „Tilli“ Äijälä die Band und wurde durch Kimmo Luttinen ersetzt. Im August 2002 nahm die Gruppe daraufhin vier Demolieder auf. Nach der Veröffentlichung der Kompilation Onnellisia Kytkentöjä 1980-2000 im selben Jahr, wurde es still um die Band und spielte ihr vorerst letztes Konzert auf dem Qstock Festival in Oulu im Jahr 2006. In den folgenden Jahren kam Originalschlagzeuger Peedro zur Band zurück. Als neuer Gitarrist kam Ilari hinzu und Lene wechselte zurück zum Bass. Von den Jahren 2007 bis 2009 schlossen sich Auftritte in Schweden, Norwegen, Dänemark, Deutschland und Tschechien an. Im Jahr 2008 spielte die Gruppe auf diversen finnischen Festivals wie dem Ilosaarirock, dem Kuopiorock und dem Simerock. Außerdem spielte sie Auftritte zusammen mit Naked Aggression in Schweden. Danach schrieb die Band im März 2009 in Tornio an zehn neuen Liedern und veröffentlichten diese als EP Ihmisen Poika, Pedon Poika im selben Jahr. Danach folgten weitere Auftritte in England und Russland. Im Jahr 2011 spielte die Gruppe erneut in Schweden und Russland. Im Jahr 2012 erschienen mit UGH!!! Terveet Kädet Elävänä bei Longplay Music als CD und LP und Musta Hetki als CD bei Longplay Music und LP bei Kämäset Levyt die nächsten beiden Alben. Im Jahr 2013 spielte die Band unter anderem auf dem Rebellion Festival in Blackpool, dem Ieperfest in Belgien und dem Maryland Deathfest.

## Stil
Ollie Fröhlich von dem Ox-Fanzine nannte The Horse einen Klassiker des finnischen Hardcore-Punk-Genres, wobei man dem Tonträger den Einfluss von Discharge anhören könne. Die Lieder auf dem Album seien meist kurz und wütend. Joachim Hiller stellte in seiner Review zu The Ultimate Pain fest, dass die Band zu den ältesten noch aktiven finnischen Hardcore-Punk-Bands zähle. Auf dem Album habe sich die Gruppe wieder mehr an dem Material aus ihren Anfangstagen orientiert. Auf Non Ultra Descriptica sei die Band laut Hiller nicht mehr so aggressiv wie zuvor, was man auch daran erkennen könne, dass die Band ihre Musik selbst mittlerweile „Hardcore Blues“ nenne. Zudem könne man auch Einflüsse von Gruppe wie Motörhead oder aus dem Psychedelic Rock hören. In einem Ox-Fanzine-Interview von Björn Fischer mit Ilari, gab Fischer an, dass die Werke om Verlauf der Band metallischer geworden seien. Die Texte der Band seien zunächst auf, Finnisch, dann Englisch und schließlich wieder Finnisch gewesen. Dies begründet Ilari damit, dass Englisch zu dem metallischen Klang der Lieder der 1990er besser passen würde. Später seien die Lieder weniger metallisch gewesen und so wechselte die Gruppe, da Ilaris Englisch auch nicht sehr gut sei, wieder zum Finnischen.

## Diskografie
- Rock laahausta Vastaan (Single, 1980, IKBAL)
- II (Single, 1981, IKBAL)
- Ääretön Joulu (Single, Poko Rekords)
- Terveet Kädet (EP, 1983, Propaganda Records)
- Halloween (EP, Veröffentlichung von Terveet Kädet in Deutschland, 1983, Rock-O-Rama)
- Kädet Suojelee (EP, 1983, P. Tuotano)
- Black God (Album, 1984, Propaganda Records)
- The Horse (Album, 1985, Brabbas Records)
- Oma Koloni (EP, 1988, IKBAL)
- Anno Domini (EP, 1989, IKBAL)
- Live Kemi 1982 (EP, 1989, Mad Rat Records)
- Unkind (EP, 1990, Mad Rat Records)
- Message (EP, 1990, Kill City Sound/Propaganda Records)
- Propaganda (Kompilation, 1991, Kill City Sound/Propaganda Records)
- Six Song (EP, 1991, High Collectable Records)
- Slow Promotion (Kompilation, 1991, Mad Rat Records)
- Bizarre Domination (EP, 1992, Alternative Action Records)
- The Horse (EP, 1994, Alternative Action Records)
- Pahan Voima (EP, 1995, Alternative Action Records)
- Sign of the Cross (Album, 1995, Alternative Action Records)
- Bondage and Anguished Life (EP, 1995, Healthy Hands Records)
- Hardcore Brutality (Kompilation, 1996, Grand Theft Audio)
- Kumia Ja Verta – 1987 Kokoelma (Kompilation, 1996, Alternative Action Records)
- Doomed Alien Race (Album, 1997, Alternative Action Records)
- Leather Enslavement (LP, Klayster Records, 1998)
- The Ultimate Pain (Album, 1999, Solardisk)
- Ääretön Propaganda (Kompilation, 1999, Propaganda Records)
- Non Ultra Descriptica (Album, 2000, Solardisk)
- Onnellisia Kytkentöjä 1980-2000 (Kompilation, 2002, Solardisk)
- Deep Wounds (Kompilation, 2002, Usina De Sangue Records)
- Pissaa Ja Paskaa (Kompilation, 2006, Propaganda Records)
- Ihmisen Poika, Pedon Poika (EP, 2009, Longplay Music/Kämäset Levyt)
- UGH!!! Terveet Kädet Elävänä (Album, 2012, Longplay Music)
- Musta Hetki (Album, 2012, Longplay Music/Kämäset Levyt)